# 아틀레치쿠 아크레아누

아틀레치쿠 아크레아누(Atlético Acreano)는 1952년 4월 27일 "베이루트"라는 시리아계와 레바논계의 무역상들에 의해 창단된, 브라질 아크리주 히우브랑쿠를 연고로 하는 축구팀이다. 2018년 현재 전국 3부 리그 캄페오나투 브라질레이루 세리이 C와 아크리 주리그 캄페오나투 아크리아누에 참가하고 있다.
구단의 상징색은 파란색과 흰색이며, 히우브랑쿠 시민들의 사랑을 받으며, 시민의 영광, 도시의 자랑(포르투갈어: Glória de um povo, orgulho de uma cidade)이라 불린다.
구단의 최대 라이벌은 히우브랑쿠 FC와 AC 주벤투스이다.

## 수상
- 캄페오나투 아크리아누
  - 우승 (8회) : 1952, 1953, 1962, 1968, 1987, 1991, 2016, 2017

## 선수 명단

### 역대
틀:캄페오나투 아크리아누 2부 리그